# Bad North
Bad North est un jeu vidéo de stratégie en temps réel développé par Plausible Concept (un studio de jeux à Malmö, en Suède, fondé par Oskar Stålberg et Richard Meredith) et édité par Raw Fury. Le jeu est sorti le 28 août 2018 sur Nintendo Switch, PlayStation 4 et Xbox One. Une version Microsoft Windows a également été publiée le 16 novembre 2018, et les versions pour les plates-formes mobiles Android et iOS en octobre 2019.

## Système de jeu
Bad North se concentre sur un système de jeu de stratégie en temps réel. L'objectif principal est de défendre le royaume des envahisseurs vikings qui ont tué le roi et d'aider les habitants des îles à évacuer[réf. nécessaire]. Les îles ont des dispositions différentes (altitudes, structures, goulots d'étranglements...), offrant chacune un défi unique. Elles possèdent des bâtiments, que les vikings tentent d'attaquer de tous côtés, la stratégie du joueur doit être bien planifiée pour avoir l'occasion de sauver les habitants des ennemis en protégeant leurs structures. Les envahisseurs vikings jetteront des torches brûlantes sur leurs bâtisses, et si elle est détruite, le joueur ne gagnera pas d'or sur cette habitation. L'or est nécessaire pour obtenir des améliorations pour les unités et améliorer les défenses des commandements. Le joueur peut également ramasser des objets et ajouter de nouveaux commandements à son armée.

## Accueil
Le jeu a été nommé pour le jeu de stratégie / simulation de l'année aux DICE Awards.